# Jochen Krämer

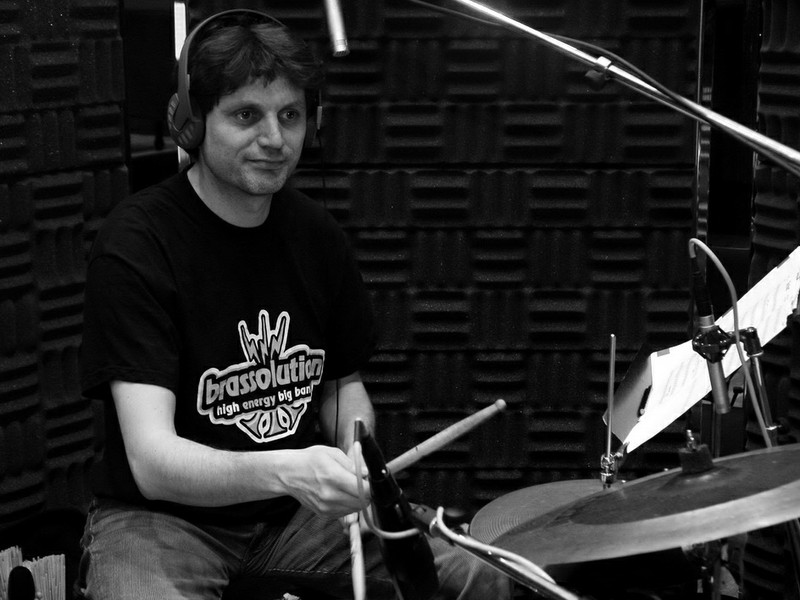
Jochen Krämer (2004)

Jochen Krämer (* 25. Oktober 1964 in Illingen; † 22. Januar 2009 in Saarbrücken) war ein deutscher Schlagzeuger.
Krämer hatte ein klassisches Schlagzeugstudium abgeschlossen. Er spielte sowohl in zahlreichen saarländischen Spielorten sowie in der Großregion. Darüber hinaus war er ein gefragter überregionaler Künstler. Unter anderem spielte er bei „Dreiklang“, mit Helmut Eisels Klezmer-Band JEM, der Rhein-Main-Worldjazz-Combo „Zabriskie Point“ und den Jazz-Big-Bands „Brassolution“ und „Ascension Factor“. Krämer arbeitete u. a. zusammen mit den Jazz-Musikern Wollie Kaiser, Stefan Scheib, Ro Gebhardt und Georg Ruby. Ihm wurden der Kulturförderpreis der Stadt Saarbrücken sowie der Rockförderpreis des Saarlandes verliehen.
Krämer lebte im saarländischen Illingen und verstarb im Januar 2009 an einem Hirntumor.